# Ansys (Unternehmen)

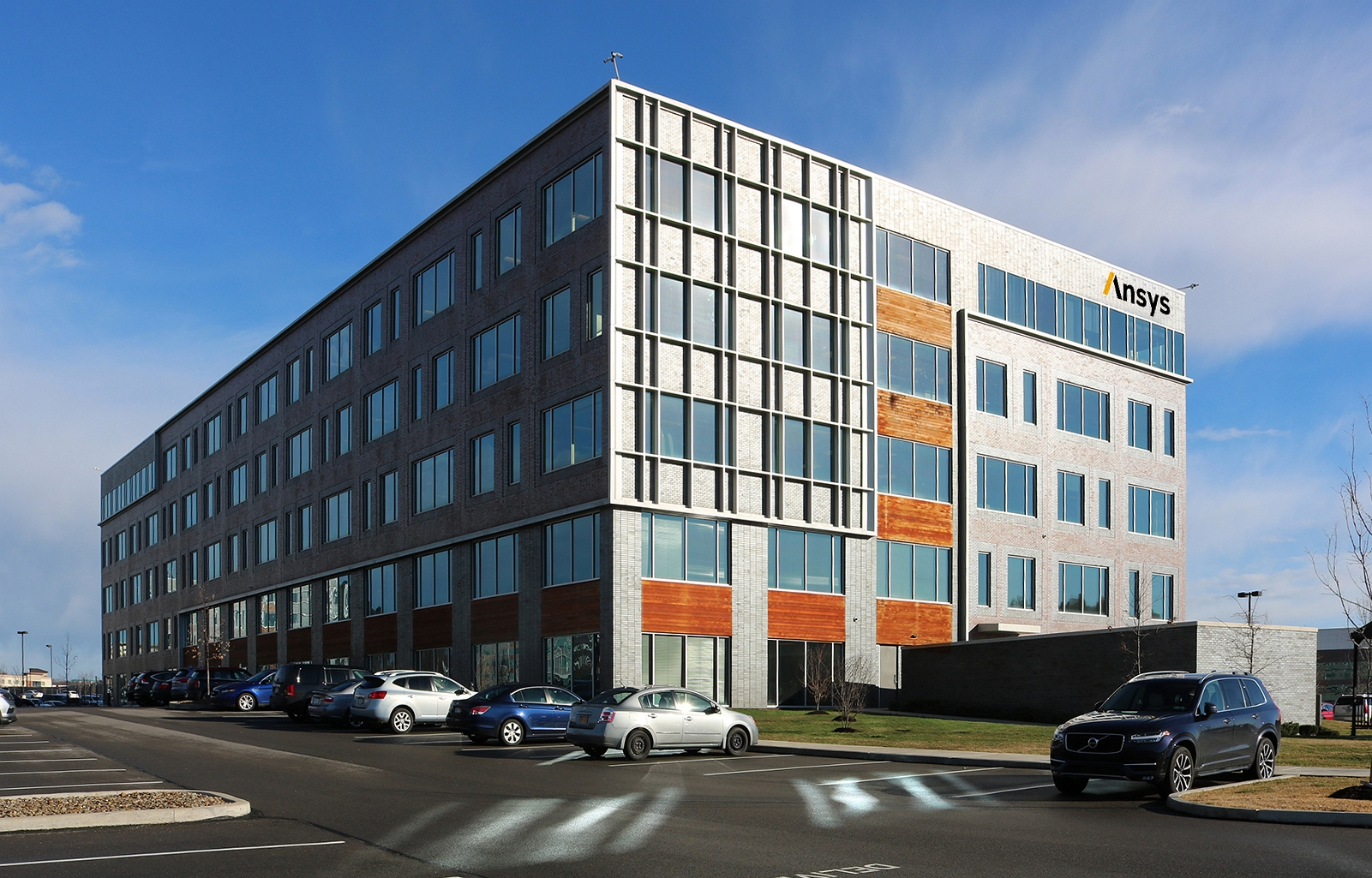
Hauptsitz der Ansys, Inc. in Canonsburg

Ansys, Inc. ist ein international aufgestelltes, börsennotiertes Unternehmen mit Hauptsitz in Canonsburg, Pennsylvania. Es entwickelt und vermarktet technische Simulationssoftware, die zur Vorhersage des Verhaltens von Produktdesigns in realen Umgebungen eingesetzt wird, sowie Software-Lösungen für Bereiche wie Model-Based Systems Engineering (MBSE), Safety & Security Analysen und Mission Engineering. Ansys Produkte und Solver-Technologien umfassen Lösungen für unterschiedlichste Simulationsaufgaben in den Bereichen Finite Elemente Analyse, Computational Fluid Dynamics, Elektromagnetik, Elektronik, Halbleiter, Embedded Software und Design-Optimierung sowie Akustik und Optik, um nur einige Beispiele zu nennen.

## Geschichte & Akquisitionen
Ansys wurde 1970 von John Swanson als Swanson Analysis Systems Inc. (SASI) gegründet. Swanson verkaufte seine Beteiligung an der Firma 1993 an Risikokapitalgeber.
Ansys ging 1996 an der US-Technologiebörse Nasdaq an die Börse. Seitdem tätigte Ansys zahlreiche Übernahmen von anderen Engineering-Design-Firmen und erwarb zusätzliche Technologien zur Simulation und Analyse verschiedenster physikalischer Phänomene. Ansys war vom 23. Dezember 2019 bis zur Übernahme von Synopsys im NASDAQ 100 Index vertreten.
Ende 2019 übernahm Ansys die in Weimar ansässige Dynardo GmbH, welche die CAE-Software OptiSLang entwickelt. Ebenfalls 2019 wurde LSTC, der Entwickler von LS-DYNA, durch Ansys übernommen.
Anfang 2024 gaben Synopsys und Ansys bekannt, dass Synopsys Ansys übernehmen würde. Es wird erwartet, dass die Übernahme im ersten Halbjahr 2025 abgeschlossen werden kann.
Die Übernahme durch Synopsys wurde im Juli 2025 vollendet.

## Wichtigste Produktbereiche
- 3D-Design: Discovery, SpaceClaim
- Autonomous Vehicle Simulation: Ansys VRXPERIENCE Driving Simulator, Ansys VRXPERIENCE Headlamp, Ansys VRXPERIENCE Sensors
- Akustik: Ansys VRXPERIENCE Sound
- Additive Fertigung: Additive Prep, Additive Print, Additive Suite
- Digitaler Zwilling: Ansys TwinBuilder
- Digital Mission Engineering: Systems Tool Kit (STK), Orbit Determination Tool Kit (ODTK), Test and Evaluation Tool Kit (TETK)
- Elektronik/Elektromagnetik: Ansys HFSS, Ansys Icepak, Ansys Maxwell, Ansys SIwave, Ansys Motor-CAD, Ansys EMA3D Cable, Ansys Q3D Extractor
- Embedded Software: Ansys SCADE Suite, Ansys SCADE Display, Ansys SCADE Vision, Ansys SCADE Test, Ansys SCADE Architect, Ansys SCADE Lifecycle, Ansys SCADE Solution for ARINC 661 Compliant Systems
- Halbleiter: Ansys RedHawk-SC, Ansys PowerArtist, Ansys Totem-SC, Ansys VeloceRF, Ansys RaptorH, Ansys Pharos, Ansys Exalto, Ansys RedHawk-SC Electrothermal, Ansys PathFinder, Ansys Path FX
- Optik & VR: Ansys SPEOS, Ansys VRXPERIENCE HMI, Ansys VRXPERIENCE Perceived Quality, Ansys VRXPERIENCE Light Simulation, Ansys Optical Measurement Device
- Plattform: Ansys Cloud, Ansys optiSLang, Ansys Minerva
- Photonik: Ansys Lumerical Charge, Ansys Lumerical INTERCONNECT, Ansys Lumerical CML Compiler, Ansys Lumerical MODE, Ansys Lumerical DGTD usw.
- Strukturanalyse: Ansys Mechanical, Ansys LS-Dyna, Ansys Motion, Ansys Sherlock, Ansys Autodyn, Ansys nCode DesignLife
- Strömungsmechanik: Ansys CFX, Ansys Fluent, Ansys Chemkin-Pro, Ansys EnSight, Ansys Forte, Ansys Polyflow, Ansys FENSAP-ICE, Ansys TurboGrid, Ansys BladeModeler, Ansys Chemkin-Pro, Ansys Model Fuel Library, Ansys Vista TF
- Sicherheitsanalyse: Ansys medini analyze, Ansys medini analyze for Cybersecurity, Ansys medini analyze for Semiconductors
- Werkstoffmanagement: Granta Collaborations, Ansys Granta MI Pro, Ansys Granta Selector, Ansys Granta EduPack, Ansys Granta MI Enterprise, Ansys Granta Materials Data Library, Material Data for Simulation[6]

## Niederlassungen
Ansys verfügt über mehr als 75 strategische Verkaufsstandorte auf der ganzen Welt mit einem Netzwerk von Vertriebspartnern in über 50 Ländern. Gemeinsam pflegt das Unternehmen enge Partnerschaften mit Kunden und bietet lokalen Service und Support.
Ansys Germany GmbH ist die deutsche Niederlassung von Ansys, Inc. mit Standorten in Darmstadt, Hannover, Berlin, Stuttgart, Otterfing und Ismaning bei München. Die Firma entwickelt und vermarktet Ansys Software und bietet technischen Support und Trainingsprogramme an.
Offizielle Vertriebspartner im deutschsprachigen Raum sind die Firmen CADFEM und INNEO Solutions GmbH. 